# Viktória Vámosi
Viktória Vámosi (Budapest, 1974) è una modella e conduttrice televisiva ungherese.
Ha iniziato la sua carriera di modella posando per L'Oreal, Harrods ed Hermès; nel 2006 ha presentato la prima edizione del reality show Hungary's Next Top Model.